# Couleur primaire
Une couleur primaire est, dans un système de synthèse de couleurs, une couleur qui ne peut pas être reproduite par un mélange d'autres couleurs. Des couleurs sont dites primaires entre elles si aucune ne peut être reproduite par un mélange des autres. Quand on réalise un procédé de synthèse de couleurs, on choisit au moins trois primaires, en considérant les moyens techniques de les obtenir.
En photographie, en impression en couleurs, sur les écrans de télévision ou d'ordinateur, les couleurs primaires sont des conventions technologiques définies par des normes. Elles varient d'une application à l'autre. Elles n'ont pas de rapport avec la sensibilité particulière des trois types de cônes de l'œil. Elles peuvent changer dans des limites qui dépendent de l'application qui en est faite.
Dans les applications industrielles modernes de la synthèse additive des couleurs, on prend une primaire dans chacun des champs chromatiques rouge, vert et bleu. Quand la synthèse dite soustractive s'effectue à partir de colorants sur blanc, on utilise un jaune, couleur complémentaire du bleu, un rouge violacé appelé magenta, complémentaire du vert, et un bleu tirant sur le vert, appelé cyan, complémentaire du rouge primaire. Les artistes peuvent choisir des primaires convenables au projet qu'ils entreprennent.

## Généralités

### Couleurs primaires entre elles
Le qualificatif « primaire » est à rapprocher de « premier » dans nombre premier. De la même façon que deux nombres sont premiers entre eux s'ils n'ont aucun diviseur entier commun supérieur à 1, trois couleurs sont primaires entre elles si aucune des trois ne peut être reproduite par un mélange des deux autres.
Toutes les couleurs produites par des lumières monochromatiques sont primaires entre elles.

### Choix des couleurs primaires d'un système
Les constatations de base sur les mélanges de couleurs valent, si l'on ne descend pas trop dans le détail, aussi bien pour les mélanges de matières colorantes que pour les mélanges de lumières colorées.
On peut obtenir en mélangeant deux couleurs entre elles, un grand nombre d'intermédiaires, qui n'est limité que par la capacité de la vision humaine à discriminer deux teintes proches.
En introduisant une troisième couleur, on augmente considérablement le domaine des couleurs qu'on peut produire, sauf si cette troisième couleur peut être reproduite par le mélange des deux premières. Dans ce cas, le résultat d'un mélange entre la troisième couleur et une des deux autres pourra toujours se trouver avec un mélange des deux premières. Pour qu'un système à mélange de trois couleurs agrandisse le domaine (appelé gamut) des couleurs qu'il peut imiter, il faut que ses trois couleurs soient primaires entre elles.
On conçoit aisément, et on vérifie rapidement par l'expérience, que plus deux couleurs sont différentes, plus on pourra discerner de nuances variées dans les mélanges qu'on en fait. De la même façon, plus la troisième couleur du système sera différente de n'importe laquelle de celles obtenues par le mélange des deux premières, plus on pourra créer de nuances avec le mélange des trois.
Il est bien rare que les systèmes de synthèse de couleurs ne servent pas à produire des images, et il est bien rare qu'une image ne contienne pas quelque nuance de gris. Parmi ces nuances de gris, le plus clair est appelé blanc. Le système de synthèse de couleurs doit pouvoir reproduire ces gris. Cette exigence impose des contraintes aux couleurs primaires. Supposons en effet qu'on ait choisi comme primaires un bleu, un vert et un violet. Ces trois couleurs sont primaires entre elles. Qu'il s'agisse de lumières ou de colorants, on ne peut créer aucune des trois par mélange des deux autres. Mais on ne peut pas non plus faire de gris. Pour que ce soit possible, il faut que la troisième couleur soit complémentaire d'une des couleurs obtenues par mélange entre les deux premières, c'est-à-dire, par définition, qu'on puisse par leur mélange obtenir un gris.
Si le système doit reproduire un gamut restreint, comme c'est le cas dans la télévision, où on se donne pour contrainte principale de bien reproduire les teints de peau humaine, on a intérêt à prendre comme primaires des couleurs qui permettent tout juste d'arriver à produire ces couleurs. En peinture, on travaille plus facilement le portrait avec un jeu de couleurs atténuées qu'en mélangeant des couleurs vives. En télévision, le procédé est industriel, et les primaires, normalisées ; mais le réglage de l'intensité de la coloration montre que plus les primaires sont différentes, plus le bruit est visible.

### Développement de la notion de couleurs primaires
Depuis la Renaissance, on sait qu'en mélangeant trois pigments, un rouge, un jaune, un bleu, on peut reproduire une grande variété de couleurs. On sait aussi qu'on ne peut pas reproduire de cette façon les tons les plus vifs. Mais rien n'empêche l'artiste d'utiliser autant de couleurs qu'il le souhaite.
Dans son Optique, Isaac Newton montre la possibilité de reconstituer une sensation de blanc en faisant tourner rapidement un disque peint de secteurs colorés.
Au XIXe siècle James Clerk Maxwell, suivant les hypothèses de Thomas Young au siècle précédent, montre qu'on peut faire une synthèse additive de nombreuses couleurs en combinant trois lumières colorées bien choisies, une parmi les rouges, une autre parmi les verts, et la troisième parmi les bleus. Les couleurs choisies pour la synthèse sont les couleurs primaires de cette réalisation (Sève 2009, p. 64-66). Les primaires peuvent être des lumières monochromatiques ou non. La synthèse ne produit que des couleurs moins vives que ses primaires ; les couleurs les plus pures et lumineuses restent inaccessibles. Cet inconvénient est d'une importance modérée, parce que l'être humain différencie finement les couleurs surtout pour les tons les moins vifs.
Au cours du XIXe siècle, l'impression en couleurs développe des procédés, expérimentés au siècle précédent par Le Blon qui permettent de réduire le nombre de passages sous presse d'un par couleur à seulement trois pour trois couleurs primitives, le jaune, le rouge et le bleu. Ces couleurs évolueront avec la technique, et ne prendront leurs noms actuels que pendant la première moitié du XXe siècle.
Pour la synthèse soustractive, la feuille de papier blanc peut être recouverte d'encre jaune, qui absorbe le bleu, d'encre magenta, qui absorbe le vert, d'encre cyan, qui absorbe le rouge. Si les trois encres sont appliquées à la fois, aucune lumière ne se réfléchit, et on a du noir. Cependant, il est bien plus commode d'ajouter, en imprimerie, un passage noir.
Une goutte d'encre noire remplace trois gouttes d'encres des couleurs primaires, là où il faut du noir. Le noir permet de moins charger le papier d'encre. En outre, les êtres humains voient mieux les détails de variation de luminosité que les variations de couleur.
Au début du XXe siècle la photographie argentique diapositive en couleurs apparaît avec les autochromes, avec encore une faible gamme de tons. L'image en couleurs, vue par transparence, est constituée d'une mosaïque irrégulière de points de couleurs primaires, violet, vert et orangés.
Vers 1930, la photographie en couleurs avec négatif, permettant la reproduction des images, commence à se diffuser. Le procédé divise le spectre visible en trois zones continues à peu près égales avec une limite aussi nette que possible. Les trois lumières correspondant à ces zones sont les primaires, bleue, verte et rouge. Le procédé est soustractif et négatif. La définition exacte des primaires dépend de la chimie des trois sortes de colorants combinés en photographie couleur, les sensibilisateurs, les filtres et les coupleurs. Les primaires varient d'une fabrication à une autre dans ce schéma ; on corrige les différences grâce à des filtres sur la lumière de tirage.
À la même époque, les artistes du Bauhaus retournent à une réflexion sur la couleur. Les uns, comme Piet Mondrian, épousent l'idée de science des couleurs, et n'utilisent plus que rouge, jaune et bleu (le rouge primaire de Mondrian est rouge, pas magenta, et son bleu est un outremer, pas un cyan). D'autres comme Josef Albers mettent la théorie en défaut, en montrant ses insuffisances hors du laboratoire de colorimétrie et de la reproduction sans intervention humaine.
Dans la deuxième partie du XXe siècle, la synthèse additive des couleurs donne le principe de la télévision en couleur. Les écrans cathodiques utilisent des photophores, disposés en mosaïque, de trois couleurs, un rouge, un vert, un bleu, pour colorier l'image de télévision. Les écrans d'ordinateurs fonctionnent suivant le même principe. L'écran à cristaux liquides utilise une mosaïque de filtres colorés. Au cours du temps, les primaires ont pu changer quelque peu. Les réglages permettent l'ajustement des couleurs moins vives, pour qu'elles soient transmises à l'identique ; les teintes qu'on ne peut reproduire changent un peu, mais elles ne sont pas dans la région de discrimination maximale de la vision colorée humaine. Les rattrapages, pour une image plus vigoureuse, se font avec discrétion.

## Couleurs primaires instrumentales
Les couleurs primaires instrumentales servent, en psychophysique, à constituer les stimulus qui permettent de relier la vision humaine aux radiations lumineuses définies physiquement.
La lumière est composée de photons pouvant chacun correspondre à une couleur monochromatique différente. Seul un spectromètre est capable d'analyser simultanément une telle diversité de photons. L'œil humain effectue une analyse approximative grâce à trois types de cônes.
Inconvénient : nous sommes par exemple incapables de distinguer la différence entre un flux lumineux composé uniquement de photons oranges, et un flux lumineux composé d'un mélange de photons jaunes et rouges (métamérisme), alors qu'un spectromètre montrera la différence de composition des lumières émises par une carotte et l'encre d'un stylo orange.
Avantage : cela simplifie grandement le processus de reproduction des couleurs. Inutile de chercher à reproduire le spectre initial dans toute son éventuelle complexité, il suffit que le spectre synthétisé excite de la même façon nos cônes. Ainsi, seulement trois couleurs bien choisies suffisent à simuler pour notre œil une vaste quantité de spectres possibles.
Pour fonder la colorimétrie, il faut établir la sensibilité spectrale des cônes. On soumet les sujets à des lumières colorées, et on leur demande de trouver leur couleur métamère en composant des lumières primaires, monochromatiques ou non, mais suffisamment bien connues, et si nécessaire en ajoutant de la lumière blanche à l'échantillon.
On peut utiliser pour ces mesures des lumières quelconques, à condition qu'elles soient parfaitement définies. L'usage de lumières monochromatiques, obtenues par décomposition de lumière blanche par un prisme, n'est pas indispensable, mais simplifie les calculs. Quand la lumière à évaluer ne peut trouver de métamère avec les couleurs primaires choisies, ce qui est le cas avec toutes les lumières monochromatiques, quelles que soient les primaires, on lui ajoute soit du blanc, soit un autre mélange de primaires, de façon à pouvoir trouver une métamère ; puis, on retranche ce qu'on a ajouté à la couleur inconnue, des deux côtés de l'équation. On obtient ainsi des coefficients négatifs. Pour limiter les erreurs, on a cependant intérêt à prendre les primaires bien réparties dans le spectre.

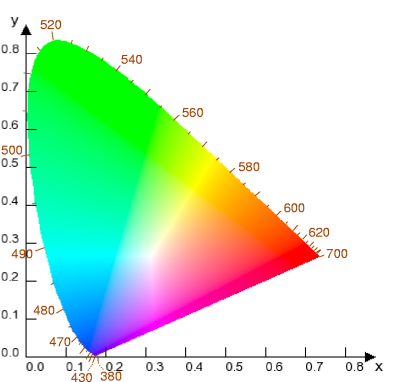
Diagramme de chromaticité.

En 1931, la commission internationale de l'éclairage (CIE) a fixé des primaires mathématiques de référence pour les expérimentations, en adoptant les longueurs d'onde suivantes :
- rouge : valeur décimale arbitraire rond de 700 nm,
- vert : 546,1 nm (correspondant à une raie spectrale du mercure),
- bleu : 435,8 nm (autre raie du mercure).

Ces lumières monochromatiques servent pour établir un diagramme de chromaticité.
La colorimétrie se fonde sur la loi d'Abney, un principe de linéarité, approximativement vérifié dans les premières expériences. En conséquence, on peut définir toute lumière comme métamère d'une composition des trois primaires instrumentales. Les coefficients sont obtenus par calcul et peuvent être négatifs. On montre facilement, dans ces conditions, que

La lumière composée d'une proportion de deux autres lumières se trouve, sur le diagramme de chromaticité, sur la ligne reliant les points représentatifs des lumières qui la composent.
Comme, du fait encore de la linéarité des relations, la lumière composée de trois lumières est la composée des deux premières, composée avec la troisième,

La lumière composée d'une proportion de trois autres lumières se trouve, sur le diagramme de chromaticité, à l'intérieur du triangle dont les sommets sont les points représentatifs des lumières qui la composent.
On peut facilement, par le même processus, généraliser à tout nombre de lumières, et énoncer

La lumière composée d'une proportion de plusieurs autres lumières se trouve, sur le diagramme de chromaticité, à l'intérieur du polygone formé par les points représentatifs des lumières qui la composent.

## Couleurs primaires de la synthèse additive
Ces principes régissent le choix des primaires pour la synthèse additive. Comme les coefficients de chacune d'entre elles ne peuvent, pour la synthèse, être négatifs, les couleurs synthétiques seront toutes à l'intérieur du polygone des primaires.

Synthèse additive : des rayons de lumière se superposent.

Pour la synthèse additive, on n'utilise pas nécessairement des lumières monochromatiques. Si c'est le cas, il faut encore remarquer que le rouge à 700 nm est très peu visible. Il en va de même pour le bleu à 435,38 nm. Pour une reproduction efficace, il faut des longueurs d'onde moins extrêmes. On réduit un peu les couleurs saturées que l'on peut afficher. Des colorants ou filtres peuvent être plus efficaces (c'est le cas dans les écrans LCD), avec la restriction qu'on ne peut reproduire les couleurs hors du triangle des couleurs primaires, et que, les colorants ou filtres donnant des lumières moins saturées, les couleurs les plus vives seront inaccessibles. Des sources à spectre de raies comme les éléments fluorescents et les diodes électroluminescentes conviennent.

Couleurs primaires et le champ des couleurs qu'elles peuvent synthétiser, sur le diagramme de chromaticité CIE XYZ.

S'agissant de procédés industriels, on a recherché des primaires convenant au plus grand nombre possible de cas d'image possible. Les couleurs doivent être lumineuses, ce qui exclut les rouges et les bleus extrêmes, utilisables comme primaires d'expérimentation. On a choisi, généralement, une primaire dans la région des rouges, une autre dans la région des verts, et la troisième dans la région des bleus. Il est plus simple et plus économique de n'utiliser que trois primaires, même s'il faut pour cela abandonner une partie du diagramme. Entre le rouge et le vert-jaune, la ligne est presque droite sur le diagramme ; on pourra obtenir des couleurs intermédiaires aussi saturées que les primaires. Si on prenait une primaire bleu-vert, vers 500 nm, on n'aurait plus accès qu'à des oranges, jaunes et verts dégradés de gris. Ayant choisi les deux premières primaires, la meilleure troisième se trouvera aussi éloignée de leur ligne que possible.
La modulation de l'intensité des flux lumineux additionnés permet d'obtenir toutes les teintes intermédiaires.
On utilise la synthèse additive pour la plupart des technologies d'écrans couleur : le tube cathodique des anciennes télévisions, l'écran LCD, l'écran à plasma, les vidéoprojecteurs.
Le plus souvent, les couleurs sont juxtaposées dans une mosaïque, comme dans l'autochrome du début du XXe siècle, observé par transparence. Les caméras tri-capteurs procèdent par séparation des couleurs par filtres dichroïques. Certains appareils de photographie numérique séparent les composantes primaires par filtres entre couches sensibles. Les vidéoprojecteurs à trois objectifs superposent trois flux de couleurs primaires. Des vidéoprojecteurs DLP mélangent les couleurs primaires en profitant de la persistance rétinienne, projetant successivement chaque couleur à une cadence rapide.
La synthèse additive à trois couleurs primaires représente le moyen le plus économique de reconstituer une impression colorée, et de grands efforts ont été effectués pour rendre ce procédé aussi satisfaisant que possible. Mais une synthèse à plus de trois couleurs primaires augmenterait l'aire des couleurs qu'on puisse reproduire, et des propositions ont été faites en ce sens. L'information à transmettre pour un système à n couleurs est marginalement supérieure à celle d'un système à trois couleurs, puisqu'il suffit de transmettre un triplet de valeurs, et de désigner par un code de un bit par couleur supplémentaire quel groupe de trois primaires de la collection doit être utilisé.

## Couleurs primaires de captation

Courbes d'absorption des filtres de sélection trichrome Wratten 47B (bleu), 58 (vert) et 25 (rouge). Abscisses: longueur d'onde en nm ; ordonnées: densité (logarithmique)

La capture d'une image en couleur par les caméras vidéo, les appareils photographiques numériques et les scanners s'effectue par la sélection trichrome.
Pour capter photographiquement une image, il faut trouver, pour chaque point, les trois valeurs qui en situent la couleur, luminance incluse, dans l'espace chromatique. Il n'est pas nécessaire que les primaires soient identiques à celles de la synthèse, si on transmet les trois couleurs séparément. Grâce à la linéarité des relations colorimétriques, le changement de valeurs peut se faire simplement ; chaque valeur du nouvel espace est la somme des trois valeurs de l'ancien espace multipliées par des coefficients de changement de repère. Les couleurs représentables sont à l'intérieur de la partie commune aux triangles correspondant aux deux jeux de primaires dans le diagramme de chromaticité. Pour celles qui sortent de cet espace, on arrivera à des coefficients de primaire négatifs, impossibles à réaliser, et donc à une distorsion de la couleur.
Cependant, les mêmes considérations que pour la synthèse additive s'appliquent, et les primaires sont prises généralement dans les champs chromatiques rouge, vert et bleu.
Les primaires de captation ne peuvent être monochromatiques ; elles doivent couvrir le spectre entier. On divise donc celui-ci en trois zones approximativement égales. Le spectre des filtres qui constitue les primaires de captation n'ont pas de rapport obligé, et en général très peu de rapport, avec celui des pigments de la rétine qui permettent la vision en couleur.

## Couleurs primaires en synthèse soustractive

### Modèle simplifié

La synthèse soustractive : des filtres se superposent, la lumière est absorbée.

La synthèse soustractive est une construction théorique. On part d'une lumière blanche, pour lui soustraire ensuite certaines de ses composantes à l'aide de filtres superposés. Les primaires ne peuvent être monochromatiques. Pour un système véritablement soustractif, il faudrait des couleurs optimales, qui transmettraient parfaitement toute la lumière, sauf une plage qui serait entièrement absorbée.
- Un filtre rouge violacé retranche une plage complémentaire verte ;
- un filtre jaune retranche une plage complémentaire bleue ;
- un filtre bleu-vert retranche une plage complémentaire rouge.

On suppose des filtres optimaux qui divisent le spectre visible en trois parties jointives. On obtient un équivalent exact d'une synthèse additive, dont les primaires seraient
- le rouge que produit le passage à travers le filtre rouge violacé, transmettant le bleu et le rouge, puis à travers le filtre jaune, absorbant le bleu ;
- le vert que produit, de même, la superposition du bleu-vert et du jaune ;
- le bleu qui résulte du passage à travers le rouge violacé et le bleu-vert.

La superposition des trois filtres donne du noir. Une couleur intermédiaire s'obtient en modulant l'absorption des filtres.
Par facilité de langage, on parle de couleurs primaires pour les couleurs de filtres rouge-violacé, jaune et bleu-vert ; les auteurs qui désirent traiter le sujet avec rigueur préfèrent les désigner comme couleurs élémentaires du procédé, les couleurs primaires résultant de la superposition de deux filtres. Si les filtres sont optimaux, les primaires sont également des couleurs optimales ; cette condition n'est pas nécessaire à la synthèse additive, mais ne lui fait pas obstacle. Comme dans le cas de la synthèse additive, un grand nombre de couleurs primaires sont possibles. Le système peut atteindre les couleurs dont la chromaticité se situe dans le triangle des couleurs primaires, et dont la luminosité est compatible.

### Réalisations effectives
L'absorption des filtres mis au point pour les systèmes de synthèse dite soustractive varie entre 0 et 1 sans jamais atteindre ces points. Les filtres jaunes peuvent se rapprocher d'une couleur optimale, quoiqu'avec une pente beaucoup plus douce entre la transmission presque totale et l'absorption presque complète, mais les filtres bleu-vert et rouge violacé en sont très loin. Le spectre résultant de la combinaison de deux filtres s'obtient par multiplication de la transmission, bande par bande, et non par soustraction globale.
Une série de considérations techniques obligent à abandonner le modèle de synthèse soustractif. Les colorants réels ne se comportent pas comme des blocs transmettant toute une plage et en rejetant une autre ; et la teinte tend à varier quand la densité de colorant augmente. L'application simple des principes de la synthèse additive des couleurs à la synthèse soustractive aboutit à des incompréhensions et des déceptions. Les difficultés avec les orange et les violets en imprimerie sont notoires. En photographie, la reproduction fidèle des tons proches du gris moyen, correspondant au meilleur pouvoir discriminant de la vision humaine, amène à distordre la reproduction des tons les plus extrêmes.
En photographie argentique en couleurs, la variation de densité des colorants détermine la teinte ; en impression en couleurs, la densité est généralement fixe, et c'est la variation de taille des points de la trame qui détermine la proportion de lumière blanche que l'encre colore. Il en résulte que les colorants ne se recouvrent pas en tous points, et que la synthèse des couleurs apparaît comme mixte entre synthèse additive et « soustractive ».
Quelles que soient les considérations théoriques, l'usage veut qu'on appelle couleurs primaires les teintes des colorants de base, et qu'on leur donne le nom des encres normalisées de l'impression quadrichromique : cyan pour le bleu-vert, magenta pour le rouge violacé et jaune pour le troisième, même quand ces couleurs divergent de la norme.

### Photographie argentique en couleurs
Les pellicules couleurs argentiques du procédé négatif-positif ont un processus plus complexe. Sur un négatif, plus l'objet était lumineux, plus l'image est opaque. Le négatif couleur a trois couches, une par couleur primaire. Couleur par couleur : plus l'objet était bleu, plus la couche sensible au bleu doit être opaque au bleu, c'est-à-dire jaune. Le même raisonnement s'applique au vert et au rouge. Plus l'objet avait de vert, plus la couche sensible au vert doit être magenta ; plus l'objet avait de rouge, plus la couche sensible au rouge doit être cyan.
Une nouvelle inversion au tirage rétablit les couleurs d'origine. Plus l'objet était bleu, plus le négatif est jaune, et moins le film ou le papier de tirage reçoit de bleu, et moins sa couche sensible au bleu deviendra jaune : l'image contiendra donc plus de bleu.
Ces inversions se produisent sur les films et papiers développés. Les surfaces sensibles contiennent une chimie compliquée de colorants sensibilisateurs, qui rendent chaque couche sensible à une plage de couleurs, de colorants filtres, qui évitent que des rayonnements indésirables touchent les couches suivantes, et de colorants coupleurs, qui permettent, au développement, de remplacer les cristaux d'halogénure d'argent insolés par la couleur primaire désirée.

### Impression en couleurs
En impression en couleurs on peut utiliser plus de trois primaires. La quadrichromie CMJN ajoute le noir aux couleurs primaires. Sa présence a quatre avantages :
- une goutte d'encre noire remplace trois gouttes de jaune, magenta et cyan et diminue les problèmes de saturation du support par les encres et de séchage ;
- l'encre noire peut renforcer le contraste local, améliorant la netteté perçue, l'œil étant plus sensible aux variations de lumière qu'aux variations de teinte ;
- l'encre noire est plus stable dans le temps que les encres colorées ;
- l'encre noire est moins chère.

L'usage de plus de quatre couleurs améliore le procédé. Des couleurs primaires supplémentaires étendraient l'étendue chromatique qu'on peut reproduire ; mais en général, l'hexachromie ajoute deux encres de couleurs désaturées, qui ont pour utilité de grossir les points de trame dans les parties claires. Pour la même nuance, un point de trame de couleur plus claire, couvrant la moitié ou plus de la superficie, est moins visible qu'un point plus petit, et ayant plus de contraste avec le fond.

## Couleurs primaires en peinture
La peinture d'art n'est pas astreinte aux exigences industrielles des autres utilisateurs de la couleur. L'artiste se borne à constater que certaines de ses couleurs ne peuvent être obtenues par le mélange d'autres couleurs. Il sait aussi que la vision d'une couleur dépend de celles qui l'entourent. Il est libre de choisir ses couleurs primaires pour le projet qu'il a en vue. Pour arriver à produire des teintes neutres, proches de la gamme des gris, il doit choisir au moins trois primaires, dont une parmi les rouges, une parmi les jaunes et une parmi les bleus. Rien ne l'oblige à se limiter à trois.
L'usage de seulement trois pigments ne simplifie pas la pratique de la peinture. La notion de couleurs primaires, en peinture, est de celles qui orientent et parfois désorientent le praticien.
D'une part, la synthèse soustractive n'est pas aussi rigoureusement exacte que le voudrait son principe. D'autre part, les peintures posent des problèmes plus divers. Certaines sont des teintures dissoutes, d'autres des poudres de pigment en suspension dans le medium. Elles varient en transparence, en pouvoir diffusant, en pouvoir couvrant, en force de teinture. Le peintre doit aussi tenir compte de l'interaction des couleurs. L'application simple des principes de base de la synthèse trichrome des couleurs, sans les recherches qui ont permis le développement technique des procédés industriels, aboutit souvent à un rendu décevant les attentes.
Des artistes comme Piet Mondrian ont peint en couleurs primaires (Rouge jaune bleu) pures. Dans ce cas, il importe que les couleurs soient identifiées comme « les primaires » de l'art, de la science ou de l'industrie, et guère qu'elles puissent servir effectivement pour la synthèse des couleurs.

## Couleurs primaires et champs chromatiques
Du fait du rôle particulier des primaires, et du fait que leurs noms sont parmi les noms et adjectifs de couleur, on trouve parfois le terme « couleurs primaires » ou « couleurs fondamentales » pour désigner les noms de couleur les plus répandus et sur lesquels on s'accorde le mieux, dans les langues des peuples de la terre. Ces noms désignent des catégories sans limites précises, à l'intérieur desquelles les gens distinguent une quantité de teintes. Pour refléter cette situation, on préfère aujourd'hui les appeler champs chromatiques.
L'étude anthropologique des champs chromatiques et de la perception des couleurs est un terrain de polémiques.